# Circuit Gilles Villeneuve
Gilles Villeneuve, původně Circuit Île Notre-Dame, je název závodního okruhu, jenž byl přejmenován na počest kanadského závodníka, otce Jacquese Villeneuva, který zemřel během kvalifikace na Grand Prix Belgie v Zolderu. V současné době je využíván zejména k závodům vozů formule 1 a Champ Car.

## Charakteristika

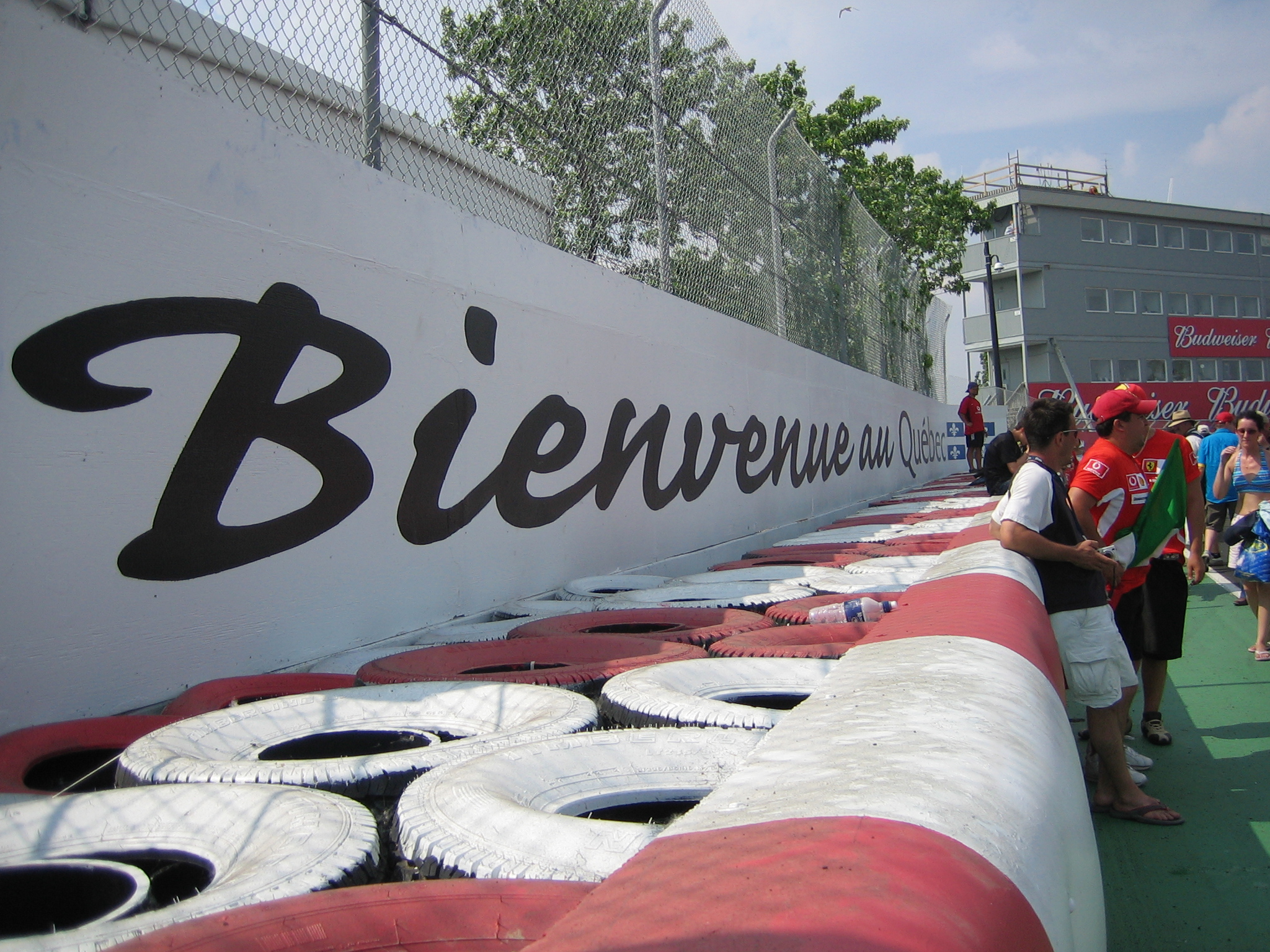
Bienvenue au Québec slogan na Zdi šampionů

Gilles Villeneuve patří k nejrychlejším okruhům v kalendáři a je charakteristický zejména svým podlouhlým tvarem a minimálním počtem pomalých zatáček, které spojují jednotlivé rovinky. Fanouškům se jistě zaryje do paměti jeho nebezpečný vzhled, který je v přímém kontrastu s dlouhými vyasfaltovanými bezpečnostními zónami na většině ostatních okruhů. Svodidla jsou v blízkém kontaktu s vozovkou a od monopostů je dělí jen milimetry. Zapamatování hodná je zejména známá "Zeď šampionů" za obrubníkem na začátku cílové rovinky, ihned za rychlou šikanou. Pokud totiž jezdec nechce zbytečně ztratit čas, musí každé kolo riskovat a projet poslední zatáčku co nejrychleji, tento risk ovšem vede k vytažení monopostu právě k této slavné zdi, díky které ze závodu již museli odstoupit i jezdci takového kalibru jako je Michael Schumacher, Jacques Villeneuve nebo Damon Hill. Na ostrově, kde se trať nachází, žije početná populace syslů, kteří se často objevují i na trati a nezřídka dochází ke kolizi s vozy.

## Bezpečnost

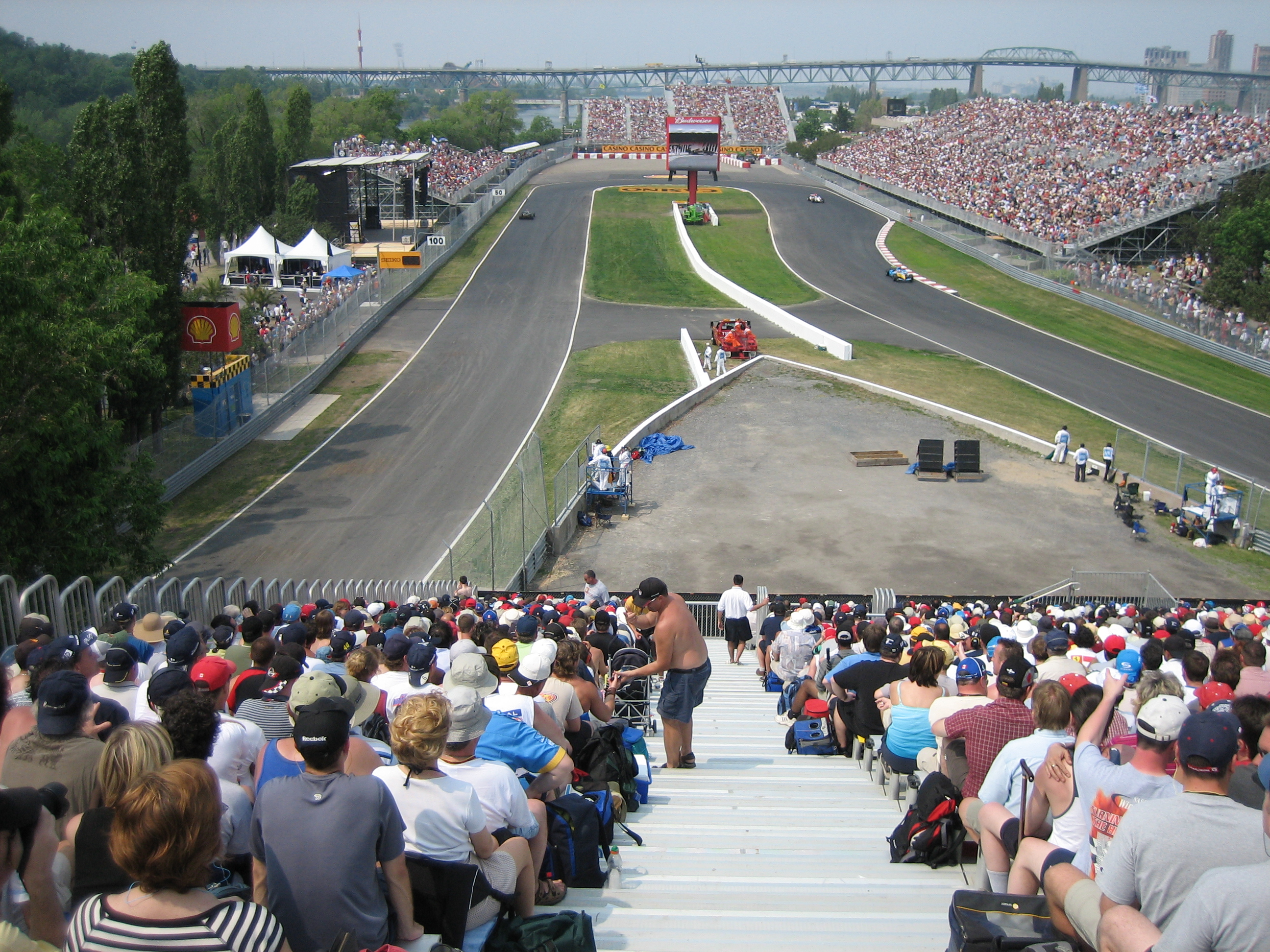
Vlásenka – zavede jezdce na poslední dlouhou rovinku

O bezpečnosti kanadského okruhu se začalo zběsile diskutovat po Grand Prix Kanady 2007, ve které v obrovské rychlosti havaroval polský pilot BMW Sauberu Robert Kubica. Nehoda se stala na místě vyobrazeném na vedlejším snímku, v nájezdu do poslední velké zatáčky. Kubicův monopost vjel rovně do ochranných bariér, které jej odmrštily přes celou trať do zdi v ochranné zóně vlásenky Pits. Hrůzostrašná nehoda se jen díky výrazné bezpečnosti současných formulí obešla téměř bez zranění a o dva závody dále mohl Kubica opět stát na startovním roštu. Přesto se však tato událost ukázala jako Damoklův meč, který může kdykoli spadnout. Před dalším startem byli technici pověřeni obstarat tak jako vždy maximální zabezpečení a zesílit bezpečností prvky i v místě nehody.

## Formule 1
| No. | Rok  | Jezdec                           | Konstruktér                      | Motor                            | Pneu                             | Čas                              | Délka kola                       | Počet kol                        | Rychlost                         | Datum                            |
| --- | ---- | -------------------------------- | -------------------------------- | -------------------------------- | -------------------------------- | -------------------------------- | -------------------------------- | -------------------------------- | -------------------------------- | -------------------------------- |
| 1   | 1978 | Gilles Villeneuve                | Ferrari                          | Ferrari                          | M                                | 1:57:49,196 h                    | 4,500 km                         | 70                               | 160,414 km/h                     | 8. říjen                         |
| 2   | 1979 | Alan Jones                       | Williams                         | Ford                             | G                                | 1:52:06,892 h                    | 4,410 km                         | 72                               | 169,926 km/h                     | 30. září                         |
| 3   | 1980 | Alan Jones                       | Williams                         | Ford                             | G                                | 1:46:45,530 h                    | 4,410 km                         | 70                               | 173,494 km/h                     | 28. září                         |
| 4   | 1981 | Jacques Laffite                  | Ligier                           | Matra                            | M                                | 2:01:25,205 h                    | 4,410 km                         | 63                               | 137,290 km/h                     | 27. září                         |
| 5   | 1982 | Nelson Piquet                    | Brabham                          | BMW                              | G                                | 1:46:39,577 h                    | 4,410 km                         | 70                               | 173,655 km/h                     | 13. červen                       |
| 6   | 1983 | René Arnoux                      | Ferrari                          | Ferrari                          | G                                | 1:48:31,838 h                    | 4,410 km                         | 70                               | 170,661 km/h                     | 12. červen                       |
| 7   | 1984 | Nelson Piquet                    | Brabham                          | BMW                              | M                                | 1:46:23,748 h                    | 4,410 km                         | 70                               | 174,086 km/h                     | 17. červen                       |
| 8   | 1985 | Michele Alboreto                 | Ferrari                          | Ferrari                          | G                                | 1:46:01,813 h                    | 4,410 km                         | 70                               | 174,686 km/h                     | 16. červen                       |
| 9   | 1986 | Nigel Mansell                    | Williams                         | Honda                            | G                                | 1:42:26,415 h                    | 4,410 km                         | 69                               | 178,225 km/h                     | 15. červen                       |
|     |      |                                  |                                  |                                  |                                  |                                  |                                  |                                  |                                  |                                  |
| 10  | 1988 | Ayrton Senna                     | McLaren                          | Honda                            | G                                | 1:39:46,618 h                    | 4,390 km                         | 69                               | 182,152 km/h                     | 12. červen                       |
| 11  | 1989 | Thierry Boutsen                  | Williams                         | Renault                          | G                                | 2:01:24,073 h                    | 4,390 km                         | 69                               | 149,707 km/h                     | 18. červen                       |
| 12  | 1990 | Ayrton Senna                     | McLaren                          | Honda                            | G                                | 1:42:56,400 h                    | 4,390 km                         | 70                               | 179,114 km/h                     | 10. červen                       |
| 13  | 1991 | Nelson Piquet                    | Benetton                         | Ford                             | P                                | 1:38:51,490 h                    | 4,430 km                         | 69                               | 185,520 km/h                     | 2. červen                        |
| 14  | 1992 | Gerhard Berger                   | McLaren                          | Honda                            | G                                | 1:37:08,299 h                    | 4,430 km                         | 69                               | 188,805 km/h                     | 14. červen                       |
| 15  | 1993 | Alain Prost                      | Williams                         | Renault                          | G                                | 1:36:41,822 h                    | 4,430 km                         | 69                               | 189,667 km/h                     | 13. červen                       |
| 16  | 1994 | Michael Schumacher               | Benetton                         | Ford                             | G                                | 1:44:31,887 h                    | 4,450 km                         | 69                               | 176,244 km/h                     | 12. červen                       |
| 17  | 1995 | Jean Alesi                       | Ferrari                          | Ferrari                          | G                                | 1:44:54,171 h                    | 4,430 km                         | 68                               | 172,297 km/h                     | 11. červen                       |
| 18  | 1996 | Damon Hill                       | Williams                         | Renault                          | G                                | 1:36:03,465 h                    | 4,421 km                         | 69                               | 190,541 km/h                     | 16. červen                       |
| 19  | 1997 | Michael Schumacher               | Ferrari                          | Ferrari                          | G                                | 1:17:40,646 h                    | 4,421 km                         | 54                               | 184,404 km/h                     | 15. červen                       |
| 20  | 1998 | Michael Schumacher               | Ferrari                          | Ferrari                          | G                                | 1:40:57,355 h                    | 4,421 km                         | 69                               | 181,296 km/h                     | 7. červen                        |
| 21  | 1999 | Mika Häkkinen                    | McLaren                          | Mercedes                         | B                                | 1:41:35,727 h                    | 4,421 km                         | 69                               | 180,155 km/h                     | 13. červen                       |
| 22  | 2000 | Michael Schumacher               | Ferrari                          | Ferrari                          | B                                | 1:41:12,313 h                    | 4,421 km                         | 69                               | 180,850 km/h                     | 18. červen                       |
| 23  | 2001 | Ralf Schumacher                  | Williams                         | BMW                              | M                                | 1:34:31,522 h                    | 4,421 km                         | 69                               | 193,630 km/h                     | 10. červen                       |
| 24  | 2002 | Michael Schumacher               | Ferrari                          | Ferrari                          | B                                | 1:33:36,111 h                    | 4,361 km                         | 70                               | 195,682 km/h                     | 9. červen                        |
| 25  | 2003 | Michael Schumacher               | Ferrari                          | Ferrari                          | B                                | 1:31:13,591 h                    | 4,361 km                         | 70                               | 200,777 km/h                     | 15. červen                       |
| 26  | 2004 | Michael Schumacher               | Ferrari                          | Ferrari                          | B                                | 1:28:24,803 h                    | 4,361 km                         | 70                               | 207,165 km/h                     | 13. červen                       |
| 27  | 2005 | Kimi Räikkönen                   | McLaren                          | Mercedes                         | M                                | 1:32:09,290 h                    | 4,361 km                         | 70                               | 198,755 km/h                     | 12. červen                       |
| 28  | 2006 | Fernando Alonso                  | Renault                          | Renault                          | M                                | 1:34:37,308 h                    | 4,361 km                         | 70                               | 193,573 km/h                     | 25. červen                       |
| 29  | 2007 | Lewis Hamilton                   | McLaren                          | Mercedes                         | B                                | 1:44:11,292 h                    | 4,361 km                         | 70                               | 175,799 km/h                     | 10. červen                       |
| 30  | 2008 | Robert Kubica                    | BMW Sauber                       | BMW                              | B                                | 1:36:24,447 h                    | 4,361 km                         | 70                               | 189,987 km/h                     | 8. červen                        |
|     |      |                                  |                                  |                                  |                                  |                                  |                                  |                                  |                                  |                                  |
| 31  | 2010 | Lewis Hamilton                   | McLaren                          | Mercedes                         | B                                | 1:33:53,456 h                    | 4,361 km                         | 70                               | 195,079 km/h                     | 13. červen                       |
| 32  | 2011 | Jenson Button                    | McLaren                          | Mercedes                         | P                                | 4:04:39,537 h                    | 4,361 km                         | 70                               | 074,864 km/h                     | 12. červen                       |
| 33  | 2012 | Lewis Hamilton                   | McLaren                          | Mercedes                         | P                                | 1:32:29.586 h                    | 4,361 km                         | 70                               | 198,028 km/h                     | 10. červen                       |
| 34  | 2013 | Sebastian Vettel                 | Red Bull                         | Renault                          | P                                | 1:32:09,143 h                    | 4,361 km                         | 70                               | 198,760 km/h                     | 9. červen                        |
| 35  | 2014 | Daniel Ricciardo                 | Red Bull                         | Renault                          | P                                | 1:39:12,830 h                    | 4,361 km                         | 70                               | 184,613 km/h                     | 8. červen                        |
| 36  | 2015 | Lewis Hamilton                   | Mercedes                         | Mercedes                         | P                                | 1:31:53,145 h                    | 4,361 km                         | 70                               | 199,337 km/h                     | 7. červen                        |
| 37  | 2016 | Lewis Hamilton                   | Mercedes                         | Mercedes                         | P                                | 1:31:05,296 h                    | 4,361 km                         | 70                               | 201,082 km/h                     | 12. červen                       |
| 38  | 2017 | Lewis Hamilton                   | Mercedes                         | Mercedes                         | P                                | 1:33:05,154 h                    | 4,361 km                         | 70                               | 196,767 km/h                     | 11. červen                       |
| 39  | 2018 | Sebastian Vettel                 | Ferrari                          | Ferrari                          | P                                | 1:28:31,377 h                    | 4,361 km                         | 68                               | 200,997 km/h                     | 10. červen                       |
| 40  | 2019 | Lewis Hamilton                   | Mercedes                         | Mercedes                         | P                                | 1:29:07,084 h                    | 4,361 km                         | 70                               | 205,527 km/h                     | 9. červen                        |
| –   | 2020 | Zrušeno kvůli pandemii covidu-19 | Zrušeno kvůli pandemii covidu-19 | Zrušeno kvůli pandemii covidu-19 | Zrušeno kvůli pandemii covidu-19 | Zrušeno kvůli pandemii covidu-19 | Zrušeno kvůli pandemii covidu-19 | Zrušeno kvůli pandemii covidu-19 | Zrušeno kvůli pandemii covidu-19 | Zrušeno kvůli pandemii covidu-19 |
| –   | 2021 | Zrušeno kvůli pandemii covidu-19 | Zrušeno kvůli pandemii covidu-19 | Zrušeno kvůli pandemii covidu-19 | Zrušeno kvůli pandemii covidu-19 | Zrušeno kvůli pandemii covidu-19 | Zrušeno kvůli pandemii covidu-19 | Zrušeno kvůli pandemii covidu-19 | Zrušeno kvůli pandemii covidu-19 | Zrušeno kvůli pandemii covidu-19 |
| 41  | 2022 | Max Verstappen                   | Red Bull                         | RBPT                             | P                                | 1:36:21,757 h                    | 4,361 km                         | 70                               | 190,076 km/h                     | 19. červen                       |
| 42  | 2023 | Max Verstappen                   | Red Bull                         | Honda RBPT                       | P                                | 1:33:58,348 h                    | 4,361 km                         | 70                               | 194,910 km/h                     | 18. červen                       |
| 43  | 2024 | Max Verstappen                   | Red Bull                         | Honda RBPT                       | P                                | 1:45:47.927 h                    | 4,361 km                         | 70                               | 173,123 km/h                     | 9. červen                        |
| 44  | 2025 | George Russell                   | Mercedes                         | Mercedes                         | P                                | 1:31:52,688 h                    | 4,361 km                         | 70                               | 199,353 km/h                     | 15. červen                       |

## Verze okruhu

Trať od roku 1978
Trať od roku 1988
Trať od roku 1994
Trať od roku 1996
Trať od roku 2002